# لرد جمار
لُرد جمار (انگلیسی: Lord Jamar؛ زادهٔ ۱۷ سپتامبر ۱۹۶۸) رپر، دی‌جی، تهیه‌کننده موسیقی، بازیگر و موسیقی‌دان اهل ایالات متحده آمریکا است. وی از سال ۱۹۸۹ میلادی تاکنون مشغول فعالیت بوده‌است.
از فیلم‌ها یا مجموعه‌های تلویزیونی که وی در آن‌ها نقش داشته‌است، می‌توان به دیدبان سوم، سوپرانوز، ابتدایی، مظنون و آن شب اشاره نمود.